# Рододендрон Унгерна
Рододе́ндрон Унгерна (лат. Rhododendron ungernii) — многолетний вечнозелёный кустарник, растение из рода Рододендрон.

## История описания
Рододендрон Унгерна был впервые обнаружен G. N. Kazbek в 1874 году рядом с городом Артвин (Турция). Двенадцать лет спустя он был описан русским ботаником Р. Э. Траутфеттером. В 1886 году он был доставлен в Санкт-Петербургский Ботанический сад, а оттуда начал распространяться по Западной Европе, а затем и Северной Америке. Назван в честь барона Ф. Унгерн-Штернберга (1800—1868 гг.), профессора Дерптского университета.

## Распространение
Кавказ (Аджария), Турция (Лазистан).
Горные леса на высотах от 700 до 1700 метров над уровнем моря.

## Описание
Вечнозелёный кустарник, высота 3,5—6 м (в культуре чаще 1—2 м). Молодые побеги бело-войлочные, кора старых ветвей бурая.
Листья обратнояйцевидные, (8)12—22 × 3,5—7,5 см, с остроконечием 1—3 мм длиной на верхушке и клиновидно сужённым основанием, сверху тёмно-зелёные, голые, снизу густо клочковато беловойлочные, позднее иногда буроватые. Черешки 1,8—2,5 см длиной.
Соцветия около 15 см в диаметре, несут (12)15—20 цветков.
Цветоножки войлочные и железистые, 2,5—3,5 см длиной (при плодах до 5 см). Чашечка с 5 линейно-ланцетными, по краю железистыми долями 3—10 мм длиной, 0,8—1,2 мм шириной. Венчик кремово-белый с розоватым налётом снаружи или зеленоватым оттенком по краю, 3,5—5 см в диаметре, воронковидно-колокольчатый, снаружи и внутри пушистый. Тычинок 10, нити у основания голые, выше и примерно до 1/2 длины густо опушённые. Завязь железистая. Столбик голый.
Плод — коробочка, продолговатая, рыжевато железисто-волосистая.
Гибридизирует с Rhododendron ponticum и Rhododendron smirnowii в местах совместного произрастания.

## В культуре
В культуре с 1886 года, интродуцирован Петербургским ботаническим садом. В Санкт-Петербурге плодоносит, иногда подмерзает. В Сочи и Батуми растёт нормально. Цветёт сравнительно поздно, что представляет интерес для селекции. Главная декоративная ценность кустарника, заключается не только в позднем цветении, но и в почти 20-сантиметровых листьях. В странах Северной Европы, по всей видимости, не выращивается ни одного настоящего рододендрона Унгерна. Он очень чувствителен к зимним холодам и имеет репутацию растения, выращивание которого представляет большие трудности. Поэтому говорят, что саженцы настоящего R. ungernii можно узнать именно по тому, что они погибают. В Финляндию саженцы рододендрона Унгерна были привезены в 1970-е годы, и все погибли. В Латвии в суровые зимы подмерзает.
В Москве впервые был испытан в ботаническом саду Московского государственного университета в 1959 г., а в Главный ботанический сад АН СССР был пересажен в 1964 г. Растения выращены из семян, полученных из Батуми и собранных на горе Мтирала — районе естественного произрастания вида. В настоящее время в дендрарии сохранилось два растения. Сеянцы других образцов, выращенные из семян привезенных из Сухуми и Кью (Великобритания) — погибли в первый год жизни. Ежегодный прирост составляет 12 см (максимальный до 20 см). В конце мая наступает полное облиствление. Опыт интродукции рододендрона Унгерна показал, что в отличие от большинства видов рододендрона ему нужны плодородные почвы или частые (не менее трех раз) подкормки органическими и минеральными удобрениями. Растения «чувствительны» к недостатку влаги в воздухе. Рекомендуется опрыскивание в жаркие летние дни. Рододендрон Унгерна лучше растет в полутенистых местах. На зиму рекомендуется укрывать. Зимостойкость I—II.
В Нижегородской области, в университетском ботаническом саду 2 образца. Отмечено цветение и плодоношение.